# ラディカル・ホスピタル
『ラディカル・ホスピタル』は、ひらのあゆによる日本の4コマ漫画作品。『まんがタイムオリジナル』1998年11月号で連載開始。2000年春からは『まんがタイムラブリー』および『まんがタイムファミリー』にも連載の場を広げた。その後『ラブリー』は2006年4月号で連載終了、2006年5月号からの『まんがタイム』に移籍する形で、2012年8月号『ファミリー』での連載終了まで三誌連載体制を続けた。『オリジナル』では巻頭および表紙を飾っている。2009年8月時点でシリーズ累計発行部数は100万部を突破している。

## 内容
都内の総合病院（名前は不明）の外科入院病棟の日常をつづっている。病院を舞台にしているが、手術や治療などのシーンは少なく、医師やナースの雑談・掛け合いなどが主体となっている。投薬や介護のシーンが多い。また昨今の医療事情に関した話題も作中に登場している。全体的にはお気楽な空気が流れているが、その中で患者の死亡が普通に語られていたりと、総合病院の日常的な風景も描かれている。
毎回、1つのテーマを設定しそれに基づいたエピソードを展開している。また、掲載誌をまたぐ形で次回のエピソードに話を繋げる場合もある。

## 主な登場人物
※ドラマCDにおける出演声優は、作品内に登場している人物のみ記す。特記なしは第1作・第2作両方に出演、☆は第1作、★は第2作のみ出演。

### 外科医
作品内には個性的な医師が多く登場するが、多くの医療漫画に登場するような「天才的な医師」や「悪徳医師」は登場しない。このことが作品をより身近な物にしているとも考えられる。作中にも、医者の世界では「天才」より「熟練」や「器用」のほうが大事だというセリフがある。かつての医療制度の関係上、榊と景山を除く外科医全員（と、他科ではあるがヨネと瀬尾、佐伯も）が同じ医大の出身である。榊と景山は同じ大学出身で大学の医局から離れている。
榊忠嗣（さかき ただつぐ）
声・藤原啓治
主人公。無精ヒゲでムサ苦しい中年医師。現在の病院に就職する前は救命救急センターに勤めていた。気さくでノリのいいキャラクターから他人からは好かれやすく、ナースに到っては、殴る蹴るのツッコミが入るほど遠慮のない扱いを受けている。未婚であり交際相手もいないので、一年のほとんどを病院で過ごしている（当直、残業、休日出勤など）。手先が器用で施術は上手く、また彼が担当する胃カメラはあまり苦しくないことで評判である。しかし書く字はかなり汚く「榊式」と呼ばれている。医局の机の上は看護師や同僚から「樹海」と言われている。瀬尾が研修に来た期間だけきれいになったが、終わると元に戻った。趣味はと山下に訊かれ「オペ」と本気で答えたことがある（隠れワーカーホリック）。いびきが酷く、1巻では患者の苦情からナースに叩き起こされ、麻生ナースには山下から「いびきがうるさい時がある」と申し送られている。
犬（特に子犬）が大好き。お調子者だが、仕事には真面目で案外ナイーブな一面も見せる。
本人の弁によれば「親が医者で実家が病院だったから」医者になったらしく、高校2年の時に父親から「お前は医者に向いてないからなるなよ」と言われたことに奮起して猛勉強し、大学に現役合格した。専門は不明であるが、消化器系の医長を務める。内視鏡の操作には自信を持っている。
実家は病院を経営、父、兄（正嗣）弟（良嗣）も医師であり、帰省すると手伝いをさせられ休めないため帰りたがらない。
学生時代に教授や景山を含む同期からアドバイスを受け、貫禄をつけるためにちょびひげを生やしており、実家の病院患者からは「ヒゲ先生」と呼ばれている。
酒、煙草、不規則な生活と三拍子揃った不摂生大王だが、何故か身体は健康そのもの。
医学生時代、長らくバーテン等の飲食業バイトを行っていたらしく、その際に徹底的に舌の方を鍛えられたために、新規開店の店を一目見ただけで美味いかどうか直感で解る程のグルメである。一方で、一人で食事をするのが嫌な性格で、残業休出が圧倒的に多い上にそこそこ収入もあるのだが、あまり使い道がないせいか、よく同僚やナースたちに食事をおごっている。外科ナースの殆どは彼のおかげでグルメに開眼したといっても過言ではない。
人畜無害オーラが出ているのか、子供・犬に好かれやすい。滝沢の娘が寝起きに「おヒゲのおじちゃんまだ？」と言ったり、将来はお医者さんになりたいと言って（父親である滝沢ではなく）榊のモノマネをするくらい気に入られており、親バカの滝沢にとって悩みの一つでもある。麻生ナースの息子の拓斗にもどうやら好かれているようで、普段なら美女にしか近づかないのに、榊が外科ナースと一緒にいるとなぜか寄ってくる。また実先生の娘にも、ある意味懐かれている。
その一方で自身は「未婚で結婚適齢期の女性には縁がない」と嘆いているものの、対象となる女性患者の一部、またかつての同僚ナース（既婚で子持ち）から好意を持たれている描写が見られる。つまり榊が鈍感なだけであるらしい。水野ナース（後述）の分析によれば「母性本能をくすぐり過ぎて相手女性がお母さんのような気持ちになってしまう」ようである。
赤坂しの（あかさか しの）
声・伊藤美紀
外科で唯一の女医で外科手術は榊より上手い。仕事は真面目に取り組み、知的で温和な雰囲気を持ち、患者から女優の道を勧められたりするほどの美女。どんなに理不尽な要求をする者であっても彼女にかかればたちまち魅了され、素直に言うことを聞くようになってしまう。
いわゆるマドンナポジションで数多の美点を備えており、料理も作るが、時に失敗する（シュークリームを作った際皮が煎餅のような食感になったことがある）、マドレーヌを作った際には通常の味のほかウニ・イクラ味なども作る、ローストチキンを作る際には「外科手術の要領」で作るなどの前衛的な側面がある（味覚は正常）。
独身。女性患者への配慮か、乳癌は大体彼女が担当することが多く、乳腺系医長でもある。そのため自分のことを「おっぱい先生」と呼んでほしいと冗談なんだか本気なんだか分からない発言をしたことがある。
医者にならなければ魚屋かスナイパーになりたかったと言うほど血が大好き。採血、献血、輸血、止血など、血液が関係するイベントには積極的に参加する。保冷器から取り出したばかりの血液パックを暖める機械が故障した際は、自らの両頬と胸で暖め（しかも満面の笑みで）、患者の「胸からのを先に輸血して」のリクエストにも快諾。また院内誌の写真を撮るとき、切除した患部とツーショットしようとして担当職員を唖然とさせるなど、初期は無茶苦茶なキャラだった。ただし狂牛病対策のための英国滞在経験者の献血禁止措置に該当していたため献血ができず、措置が施行された直後は物凄い落胆ぶりを見せていた。
大学はヨネ医師の先輩であり、2人で休日を過ごしたりする。また、世界のテーマパークの救急室めぐりをヨネ先生と2人で敢行したこともある。
作品の連載が進むにつれ、登場しても「血が好き」な点が見られることは少なくなりつつある。登場するときは冷静かつ穏やかにツボをついた会話で場を収めるキャラとして描かれることが多くなる（冷静なツッコミ）。
初期は『まんがタイムオリジナル』や『まんがタイムラブリー』の表紙を飾ったりするなど、本作のヒロイン的な扱いを受けていたが、のちヒロイン的な役割は山下に移っている。
ゴシップ好きなのか、男女間（主に榊医師とナース）で深刻な雰囲気になるといつの間にか近寄ってきて聞き耳を立てていたりするが、大抵は作品世界に相応しいオチがつくため、つまらなそうに立ち去っていく。
景山貴夫（かげやま たかお）
声・緑川光
呼吸器系医長。榊と大学で同期で、研究所勤めだったが連載途中（1巻参照）に榊と同じ外科に赴任する。眼鏡をかけた外見どおりの生真面目な医師だが、反面外科きっての天然ボケ。指示書の字が読みやすいので薬局などのスタッフに受けがいい。
なぜか所有するものは世間的に少数派の物ばかりである（Macやβ）。次世代DVD競争（ブルーレイとHD-DVD）に際しても、榊に「景山が買わない方を買う」と言われる程だったが後にHD-DVDを買っていたことが判明（もっともブルーレイもPS3を所持しているため視聴は可能とのこと）。しかし本人は気にせず、特にMacやiPod、iPhoneなどのApple製商品には異常な愛情を示している。なおスマートフォンではiPhoneがシェア上位となっていることは作中では触れていない。
極度の花粉症で春先には洟を垂らしている姿が毎年のように描かれている。また近視だが、コンタクトレンズが苦手。
ミステリー小説マニアで「ミステリーセンサー」内蔵。ミステリーが好きそうな人を見るとピンとくるらしい。電子書籍（iPad）も活用する一方、印刷本も「初版」にこだわりを持つ。
よく病院の売店でコーヒー牛乳を買うため、「コーヒー牛乳の人」と呼ばれている。甘いものが大好きで、ナースとデザートバイキングに行くこともある。また酒には非常に弱いが、友人たちとの懇談の機会を大切にしているため、外科仲間の飲み会等には積極的に参加している（そして酔い潰れている）。
ややネガティブな思考のため胃を痛めたりする。色恋に関しては榊以上に鈍い。榊曰く「女は来る。しかし去っていくのだ」。
里見雅行（さとみ まさゆき）
声・宮野真守
若手医師。ブランド物のケーシー型白衣を着用している。患者からお見合い写真を見せられるほどのルックスで老若問わず女性からモテモテだが、連載当初は彼女はいなかったが後にお気に入りであった医務課の花村と交際するに至る。ノリは軽いが修羅場でも冷静な反面、まだまだ榊達に較べると経験も少ないためか、時々医者としての在り方に悩む姿も見られる。榊と同等に間抜けな面を見せる時（場合によってはそれ以上の時も）があり、榊に次いでナース達にツッコミを入れられるシーンが高い。
医者になっていなければプロ野球選手になりたかったと語るほどの野球好きで、休日には草野球の試合に出たり、患者用に医師やナースが本を持ち寄った時に自分の膨大な野球漫画コレクションを持ってこようとして景山に止められたりもしている。榊・滝沢共々実家が病院で、帰省するとなぜかいつも風邪を引くので実家の診察券を所持している。
滝沢秀則（たきざわ ひでのり）
声・井上和彦
循環器系医長。長身でスタイリストでナースや女性患者から大人気。景山が来る前は真面目キャラでツッコミ役で、若干お姉キャラだった。白衣をクリーニングに出すのが面倒な榊が、時々彼の白衣を無断で着用している。
前の勤務先で知り合った看護師と結婚し、現在2人の娘（後述）を持つ父。典型的な親バカであり、次女の出産前後は携帯電話の着メロを「こんにちは赤ちゃん」にしていたこともある。また、奥さんと娘が実家に帰ったため、寂しさのあまり宿直でもないのに病院に泊まっていた。愛娘2人の写真を載せたHPを作ったが、もったいないのか公開はしていないらしい。
榊・里見共々実家が病院で、将来的には（榊と違って）病院を継ぐものと思われる。
家族のお出かけで一人お留守番をすることと、虫が大の苦手であり、実はチワワ限定だが、犬も潰してしまいそうという理由で苦手である。
米澤実（よねざわ みのる）
声・家弓家正★
登場する中で最年長の外科医。大学に召喚された外科部長の代行を務めていたが、後に正任の外科部長に昇格した。性格は温和でやや影が薄く優柔不断。その一方、仕事熱心で父や妻の死に目に会えなかったという過去を持つ。また、結果的に患者のためになる、という判断次第では規定をこっそり破ったり、上に粘り強く交渉したり、と大胆な行動を取ることも少なくない。
目は細いが、それがはっきり見えることはめったにない。患者の話をゆっくり聴いてあげるため、診察はいつも長引く。滝沢に負けないほどの親バカ。娘は同じ病院の循環器科に勤めるヨネ医師。他に息子2人（医者ではない）と孫がいる。
外科部長
壮年の男性で初期数話にのみ登場していた。後に大学に召喚されたため不在という話が語られ、そのまま戻ることはなかった。（後任については前述の米澤医師の項参照）

### ナース （外科病棟）
咲坂花江（さきさか はなえ）
声・真山亜子
外科病棟の看護師長（7巻までは当時の医療事情により「婦長」の肩書）。ボランティアが趣味で世界各国を回った経験を持ち、サバイバル技能も高い。自分が中で眠れるくらい大きな鍋を所有しており、時々その鍋で皆に食事を振舞ったりする。彼女の作るおでんは外科名物となっている。時に迷う外科スタッフ達を、度量が大きく豊富な経験に裏付けされた言葉で諭したりする外科病棟の母的存在。未婚。好みのタイプは景山先生。小さく丸っこい体型で「おもろかわいい」とナースに人気がある。
チャレンジ精神旺盛で苦手なものがなさそうなタイプだが、実際に苦手なものは「師長会議」。
パチンコもプロ級でナースたちのおやつを稼いだりするが、白衣のままパチンコ屋に行って総師長からお叱りを受けたことも。
カキが好物。過去3回食あたりしてしまったが、それでも食べ続けている。
山下を主任にしようといろいろ企てている。
作者のコメントによれば、表紙イラストではコスプレ役として非常にありがたい存在になっているという。
実は幽霊が見えるらしい。
山下まり（やました まり）
声・井上麻里奈
元気いっぱいナース。元気がありすぎて、その元気を間違った方向へ向けがちである。「外科のお調子者」として榊と並び称されたことが一度や二度ではない。しかしベテランだけあって患者や同僚たちからの信頼は篤く、頼れるお姉さんナース。給料日前になると金がなくなるのかよく榊にたかる。
榊に蹴りを入れたり、投げ飛ばしたりは日常茶飯事で、患者から「ああ、榊先生をキックしている人ね」と言われるほどであったが、連載途中から徐々に減りつつある。ゆで卵が苦手だったが、咲坂師長のおでんのお陰で克服した。看護学生時代、こっそりと（禁止されていた）喫茶店のバイトをしていた時期があり、その時の経験から客あしらいは上手いらしい。申し送りの達人。患者の物まねもかなり上手。
外科ナースのAチームリーダー。
部屋が汚い、散らかっているというエピソードもたびたび登場するが、部屋の全景は掲載されたことがない。
『まんがタイムオリジナル』の表紙は2002年5月号から現在まで本作がメインを飾っているが、毎回中心で描かれているのは彼女であることから、本作のもう一人の主人公として位置づけることも出来る。そのため『オリジナル』掲載の回は最低数コマでも山下が登場するが、それ以外では彼女の全く登場しない回がある。
表紙は「榊」がメインだとむさ苦しいとのことで『オリジナル』の表紙のメインは「山下」となっている。
その代わり、『まんがタイムコレクションひらのあゆ』の表紙は必ず「榊」がメインで描かれる。
関口かおる（せきぐち かおる）
声・川澄綾子☆
やりくりナース。物持ちが良く、懸賞マニア。水野と共に「コルセッツ」というユニットを結成するほどの腰痛持ち。また、子宮筋腫の治療経験もあり、同様の病気に悩む患者の相談役になったりもする。焼肉などの肉料理に目がなく、肉目当てに榊を罠にはめたり、自分が身内の見舞い日に榊がナース達に焼肉をおごったと聞いて凶暴化しかかったこともある。
初期から山下に劣らぬ出番だが、今一つ特徴が薄い、血管が細い、夏バテにやられるなど山下ほど健康ではない。遠慮の無いキツイ発言が多い。
近藤亮子（こんどう りょうこ）、旧姓・武内（たけうち）
真面目なナースで、主任代行格（現職は主任心得）。本作レギュラーでは唯一の病棟・外来兼務で咲坂がいないときには師長代行を任せられることも。得意料理はシチュー。
単行本6巻で高校の同級生と結婚。6巻の主役の一人に。苦手な食べ物は茶碗蒸し。外科ナースの中では貴重な真面目で堅実な性格だが、時折乙女チックな一面を見せることもある、また結婚のタイミングが掴めず悩んでいたとき、山下が古いと切り捨てた榊の案に肯定するなど、榊と似た考えを持っている。外科では数少ない有配偶者同士のせいか、滝沢と（主に夫婦間に関する話題で）意気投合することが多い。出産のために産休に入った後、無事女の子を出産、「柚月（ゆづき）」（後述）と命名した。その後無事に職場復帰を果たす。娘の成長とともに、親バカ度もレベルアップ中。
水野ミキ（みずの ミキ）
病棟内のゴシップに精通している。世話好きの性格でありながらワイルドな男が好みのタイプなので、自分自身の恋愛は上手く行かないことが多い。腰痛持ちで、同じ悩みを抱える関口と「コルセッツ」なるユニットを結成している。姉御肌で人から相談を受けることも多く、共感して落ち込んだりしている。
基本的に外科ナースはワンピースの白衣を使用しているが、（動き易くてしゃがんでも大丈夫な）パンツタイプの白衣と併用しているナース（水野・近藤・関口）の中でも、作中でパンツスタイルの頻度が高い。コミックス21巻現在、表紙・登場人物紹介の頁でもパンツタイプの白衣姿を確認できる女性ナースは彼女だけである。外科ナースBチームのリーダーでもある。コミックス1巻前半では、吉田並みに大人しかった。榊の大学時代の秘密を握っている。愛煙家だった描写が見られ失恋した際にタバコを榊に要求していた。
吉田芙美香（よしだ ふみか）
声・広橋涼☆
（山下らよりは）若手のほんわかナース。榊にも優しく、ケリを入れたりしない。ただし時にズバリと核心を突くツッコミを行なう。また、コミックス第1巻前半においては、少しきつめの性格になったり、特に何もしていない滝沢先生にきつく当たるなど、性格設定が一定していない時期がある。スキューバダイビングが趣味なせいもあってか海に関する知識は豊富で、寿司屋のカウンターのガラスケースにある魚の特徴を解説したり、海の色を聞いただけで患者がどこの地方の出身かを言い当てたりも出来る。一方で、ダイビングに行った南紀白浜の土産としてウツボの丸干しやウミガメの産卵ドキュメントビデオを買ってきたり、ウミウシグッズの収集をしているなど、意外な一面も持つ。肌が弱く手が荒れやすいため冬にはハンドクリームが必需品。
勤務時の髪形は黒髪を後ろで団子状に纏めたシニヨンスタイルであり、そのためか、たまに患者から「おだんごちゃん」と呼ばれたりしている。なおいとこの子供と遊んでいた際に髪に水飴が絡まったという理由でショートカットにした際は周囲への配慮から、後ろ髪にシニヨンキャップを取り付けていた。
母親も現役のナース（他病院に勤務）で、おばあちゃん子である。
なお髪の色はモノクロページでは黒に見えるが、実際は群青色。
牧村由香理（まきむら ゆかり）
声・能登麻美子
単行本5巻で内科病棟から異動して来たナース。「エレガント」を心がけている。二重まぶた、内はねのショートカットなど「美少女」アニメ的なキャラ。幼少期はロングヘアだった。年齢・キャリア的には吉田・桃山より上で、山下たちとほぼ同じである。外科異動当初は内科と外科とのギャップに苦しみ、幾度か山下とぶつかったこともあったが、後述の「マッキー」を受け入れたころには仲の悪い描写はなくなっていった。
元カルタ部で、鍛え上げられたカルタさばき（？）にて時折榊を（稀に山下も一緒に）叩き飛ばすことがある（過去に披露？された技は「秘技・天の橋立」や「月に向かってお仕置きよ」など）。
趣味は手芸（本人談。作中では小児科・大門先生の依頼を受けてクジラのぬいぐるみ～ゲームセンターのクレーンゲームのプライズ品である手のひらサイズのもの～や雛人形～女雛～の修繕を行ったこともある）。この他、三国志や新撰組などの雑学に詳しいオタク気質。
異動経験を元に自作の勤務マニュアル「ゾウリムシでもできる外科ナース」を作成し、さらに元外科看護助手の坂口が内科看護師に就職した際には「クマにもできる内科ナース」を作成。「ゾウリムシ…」は後に麻生ナース（後述）が活用することになる。この麻生ができちゃった結婚で出産したことをあまり快く思っていなく、「出産より結婚が先」というポリシーを持っている（自分は「古風な女」を自称している）。
通称：マッキー（本編中殆どの女性ナースが苗字で呼ばれる中、彼女は通称でも呼ばれている。
ナースたちの中では最もバストに恵まれておらず、本人もそのことを少し気にしている描写がある。和服が好きと公言しているが、「胸がなくてもいい」のも理由らしい。
桃山舞（ももやま まい）
声・荒川美穂★
ポヤヤンナース。麻生ナース（後述）が来るまでは外科ナースのレギュラー最年少だった。やや泣き虫。しばしば患者に惚れられている。外科病棟では景山と並ぶ天然ボケキャラだが、本人は自分のことをしっかり者だと思っているらしい。外科ナースの中では珍しく実家通い（かなりの豪邸らしい）だが、病院へは交通の便が悪く独り住まいを画策しているものの、今のところ実現はしていない模様。
麻生七音（あそう ななね）、旧姓・真城寺（しんじょうじ）
単行本15巻で、近藤の産休に備えての求人 によって、本病院の外科病棟に来た中途採用ナース。以前は別の病院の整形外科病棟に勤務していたが、経験が浅かったために実質ほぼ新人状態で入り、年齢的にも(それまでレギュラー最年少だった)桃山より若い。しかし、山下や近藤、果ては牧村の榊への攻撃に参加しようとするなど「郷に入っては郷に従え」といったり、ある回では通信販売で（ナースのおやつ用に）購入した駄菓子を箱ごと事務所に持ってこさせて呼びだしを受けてしまうなど只者ではない一面を見せている。前の病院の元患者とできちゃった結婚をしており既婚。夫は結婚前はフリーターだったが、現在は飲食店に勤務。主夫をやってもいいと言っている。写真を見た山下をして「超イケメン」とのこと。息子の「拓斗（たくと）」（後述）がおり、子供のあやし方も上手。年齢的には若いが、子持ちということで近藤からは先輩視され、今のところ彼氏のいない山下からは師と仰がれてしまう。母親が音楽講師で父、兄も音楽好きということで「七音」と名づけられた。なお榊からは「ナナちゃん」と呼ばれることが多い。

### 他科の医師
米澤米（よねざわ よね）
声・緒方恵美
外科の米澤実先生の娘、循環器科医。体育会系で口より先に手が出るタイプであり、榊を殴ったりもしている。しかし大学の先輩である赤坂だけには服従しており、プライベートでも赤坂と供に旅行などをすることが多い。仕事を合理的に迅速にこなそうと勢いが空回りして、仕事のやり方を巡って循環器科の先輩や上司とケンカすることもしばしば。下の名前は通常、作中では「ヨネ」と片仮名表記される。本人を「ヨネ先生」と呼ぶと怒る が、周囲は「父親と区別するため」との理由付けで、三人称としては「ヨネ先生」と呼称することが多い。なお「米」と命名した理由は「結婚して姓が変わっても米澤家を忘れないように…」という父の願いを込めたもの。
普段は完全に男勝りな性格だが、普段「オヤジ」と呼んでる米澤（実）先生が倒れた際は「パパ」と呼んで心配したり、中1までサンタクロースの存在を信じてたりと、時折女の子らしい一面を見せる。
寝起きが悪い。急変の電話は携帯に掛けてくれと父親に言わせるぐらい悪い。好きなタイプは真田幸村。
登場初期は、なるべく早く認定医と結婚して開業したがっていた。
意外と涙もろい。
上迫京子（うえさこ きょうこ）
声・久川綾★
小柄でおっとりとした性格の内科の女医。榊や赤坂と仲が良くしばしば外科を訪れているため、内科医では例外的に出番が多い。自他共に「地味」だと認めており、時折それをネタにすることもある。牧村ナースのイメージを「虚無僧」に見立てたりと、やや不思議ちゃんっぽい部分がある。
瀬尾寛樹（せお ひろき）
声・代永翼★
小柄で猫っぽい若手内科医。9巻から研修医として登場、11巻まで各科を回って臨床研修していた。すでに大学医局を離れている模様。目標は「おヒゲのチャーミングな内科医」。
外科研修の折に榊が教育担当になった。登場当初は自信無さげな言動や、ナースを「医者のお手伝い」としか見ない面もあったが、外科メンバーに接して態度を改める。その後は各科の人気者に。本人曰く「あっちこっちでご飯をもらっている猫みたい」。
小さいころは体が弱く、医者にかかるのが日常だったが、学業成績は良かったので将来の進路に医者を志望した。
病院内でのアダ名は「瀬尾にゃん」（循環器科）「にゃんこ」「せおっち」（外科）「アメショーちゃん」「ロシアンちゃん」（内科）など。
流行性耳下腺炎（おたふく風邪）で自病院に強制的に入院させられたこともある。この時には左睾丸炎を併発したが、右は無事だったので不妊の心配はない模様。
外科医としての榊の腕を凄いと認めており、外科医の飲み会等にも榊から呼ばれてちょくちょく参加し、一番懐いている。
大門泰史（だいもん やすふみ）
小児科医。女所帯な上に採算的にも厳しい小児科で苦労しているため胃にポリープが出来てしまい、榊に検査してもらったことがある。それ以降も医者同士、もしくは患者（大門）と主治医（榊）といった関係で色々と関わることが多い。また、瀬尾が小児科で研修していたころ、彼を気に入って小児科に引き込もうと画策もしていた。
佐伯武敏（さえき たけとし）
整形外科医。がっちりした体格と強面の外見で、榊が苦手とする人物の一人。佐伯自身も榊のちゃらんぽらんな部分については快く思っていないようだが、外科医としての実力は高く評価しているらしく、全く似ていない息子が盲腸で緊急手術を受けた際、榊が担当すると聞いて安心していた。腰痛体操の本を出している。
見城先生
脳外科部長。初登場（7巻）時に92歳患者のオペを敢行。瀬尾が脳外科研修中は指導医を担当した。語学堪能。
池谷先生（循環器科）・菅原「まちゃこ」先生（小児科部長）
それぞれ瀬尾の指導医を担当。池谷先生は名前だけ、菅原先生は複数回登場。
また、米澤先生の回想で見城先生と菅原先生が部長会議に出席している シーンがある。
長谷川先生（内科部長）
瀬尾がおたふく風邪を発症した時に初登場。
二郷隼人（にごう はやと）
精神科医。つかみどころのない、のほほんとした性格で上迫からは「ヤング昼行灯」と称されている。
村越恵（むらこし めぐみ）
形成外科医。赤坂先生の乳癌手術後の乳房再建は彼女が担当することが多く、その一体となった治療が話題となっており、その件で医療雑誌の取材もあった。
地味で目立つのは苦手。

### 他部署のナース
三谷（みたに）ナース、旧姓・城之内（じょうのうち）
内科病棟勤務ナースで坂口の上司、眼鏡着用。初登場は牧村ナースが外科に異動してきた回（5巻）である。10巻で結婚した透析室勤務の夫のイメージは牧村ナースによると「ぽっちゃりカバさんでフシギ系」とのこと。
坂口大地（さかぐち だいち）
この作品では珍しい男性看護師。通称：大ちゃん。アルバイトの看護助手として単行本11巻より登場。勤めていた会社が潰れ、無職だったころに祖父の介護をしていたが、その際元ナースのヘルパーに勧められて看護師を目指す決意を固めた。看護学校の定時制クラスに通う傍ら、榊たちの病院で働いていた（採用面接には咲坂師長も関わった）。まだまだ勉強中の身なので、色々経験することも多く、榊達にはナースと患者（＝一般）のハーフ的存在と認識されている。他のナースたちのことは「師匠」と呼ぶ。国家試験合格を経て、晴れて看護師となったが、配属は病院側の都合で内科病棟に。看護師を目指す前からの彼女がいる（後述）が、なかなか結婚に進展しないことから水野や他の内科ナースをやきもきさせた末、尻押しを受けて結婚に至った。
三上師長・内藤和子師長・蓮見和子師長・園山師長
他病棟の師長。咲坂師長を含めキャラが濃い。「婦長になっていくまでに濃くなるんだよ。」とは水野の弁。榊は内藤師長にお世話になったことがある、また内藤師長は4巻にて白衣を盗まれている。三上師長と内藤師長は咲坂師長とつるむことが多く特室からのお下がりベッドを巡って対決している（咲坂が勝利）、また三人の仲からして古い付き合いの可能性が高い。
蓮見師長は現在は坂口看護師の上司であり、また牧村看護師の元上司。お稽古事の免状を多く持つなど、エレガンスを目指していた牧村にとっては「師匠」であった。
園山師長は外科メンバーが近藤看護師が出産入院中に頻繁に病室に出入りしたことについて、苦情を入れている。
辻（つじ）主任・友永（ともなが）主任
辻主任はふっくらした体型、咲坂師長回想に登場、内藤師長同様4巻にて白衣を盗まれる。
友永主任は気の強そうな女性で特室病棟の主任、本人曰く一番大変なのは医者が各棟のオレ流を通そうとすることらしい。

### その他スタッフ
寺内留美（てらうち るみ）
管理栄養士。少ない予算と食事制限の制約の中で患者の食事を工夫している。主婦に人気の番組に出たことがあるという話が広まり、食に関する知識は信頼されている（実際は遺産相続の相談コーナーに出演しただけである）。彼女の作るプリンは評判が良く、医師やナースから商品として売れると太鼓判を押されたことも。自身の食生活も完璧らしく、実はスタイルが非常に良い。
熊谷由紀子（くまがい ゆきこ）
薬剤師。どんな悪筆であっても全ての医師の字を読めることから「鑑定士」のあだ名がついている。自分が少し風邪を引いたくらいでは薬には頼らない。
登場は咲坂師長より早く、1巻の3話目には出て来ている。
花村美里（はなむら みさと）
医事課で外科の入院会計を担当。お金の問題を切り出しにくい医師やナースに代わって説明したりする場合が多い。榊は書類の提出が滞り気味なのでそれについて説教することが多い。通称花ちゃん。帯状疱疹が原因でこの病院の内科に入院した（皮膚科にベッドの空きがなかったため）経験がある。外見からは派手な印象を受けるが、性格はむしろ内気かつ古風。里見のお気に入りで、彼の好意に気付くも「自分とでは釣り合わない」と謙遜していたが、水野ナースの「お節介」という名のサポートもあって交際するまでに至った。
都築健太郎（つづき けんたろう）
設備課。病院内の設備の設置およびメンテナンス全般を担当。バイクの改造が得意。
年末にやる病院玄関への巨大門松と注連飾りの設置だけは誰にも譲れないらしい。
小野口織絵（おのぐち おりえ）
医療福祉相談室所属のケースワーカー（医療ソーシャルワーカー）。患者の経済的な悩みや医療費控除など、金銭面における相談役として病棟にはなくてはならない存在。その豊富な経験から、師長やナースから不動産や銀行についての相談を持ちかけられたこともあるが、本人は「畑違い」と困惑していた。
服部政隆（はっとり まさたか）
医療カメラマン。資料用の患部写真からパンフレットや院内報向けまで、病院内の写真関連全般を任されている。カメラマンとしての腕はかなりのもの。趣味としてポラロイドカメラを用いた撮影も行なっており、フィルムが生産終了してしまったことを若干嘆いていた。
一方私生活では女癖はかなり悪いらしく、バツ2で子持ちな院内一のプレイボーイである。とにかく女性に関してはマメな性格で、些細な場面でも好感度を上げるアプローチを忘れない。18巻では交際相手としてマクロビオティックレストランのマスターシェフ・千秋が登場しているが、あくまで「彼女の一人」とのこと。そういった次第で榊からは外科ナースに手を出さないよう強く警戒されている。

### スタッフの親族
滝沢みずは・はるか（たきざわ みずは・はるか）
滝沢の2人の娘。はるかは連載中に出生している。ものまねをするなど榊に非常になついており、父の悩みの種となっている。連載途中からみずはは榊を「ただつぐくん」と呼ぶようになり、はるかも追随するようになった。
麻生拓斗（あそう たくと）
麻生看護師の長男。クリクリとした目が母似。託児所では女の子に非常に人気があるらしい。恐竜好きで昆虫や怪獣も好き。
音楽一家に生まれた母親から、指揮棒＝タクトにちなんで「拓斗」と名づけられた。
近藤柚月（こんどう ゆづき）
近藤看護師の長女。手先が器用。両手で「三葉虫」の形を作って母親を喜ばせるが、山下には「ちょっと変わり者？」という印象を与えた。滝沢姉妹同様に榊になついており、「将来何になりたい？」の問いに「サカキタン」と答えたために母親は大いに心配することに。
坂口 千尋（さかぐち ちひろ）
旧姓・栗栖（くりす）。坂口看護師の新妻。風貌が「リス」に似ている。ちっちゃくて可愛い（坂口談）。
結婚前、坂口の助手勤務最終日に外科病棟に現れ、「超パワフル師匠」「ママ後輩」「どすこい師長」「ヒゲ先生」 を見に来た。坂口とは看護助手時代以前からの付き合いであり、通勤時間を合わせて手作り弁当を渡すなどの世話を焼いている。長い交際期間を経て結婚に至った。

### その他
安永徹郎（やすなが てつろう）
通称：ヤスじい。小児科および産婦人科以外全科顔パスのレギュラー入院患者。榊が手術 を担当したことから外科では榊が担当医。病人とは思えない程の明るいキャラで看護師たちとも仲がいい。私生活でもハチャメチャな所があり、例えばカレー2キロの大食いに挑戦して入院、自宅でドミノを並べ最後に花火が打ち上がる仕掛けを設置していて転んで入院など、チャレンジャーゆえに自業自得な面も。肋骨を2本骨折しても「2本でも肋骨（6個ツー）」などと芸に走ってしまう。この後、餅をのどに詰まらせて入院。奥さんとは駆け落ち結婚、息子（独立して両親とは離れて暮らす）がいるが本人曰くいい父親ではなかったと言っている。どちらかというと山下より水野と絡んでいるほうが多い。
安永久乃（やすなが ひさの）
ヤスじいの奥さん。好き勝手に生きているように見えるヤスじいもこの人にだけは頭が上がらないらしく、彼女が検査入院した際には珍しく弱気でやつれた姿を見せたほど。バレンタインデーに榊にチョコをプレゼントしたこともある。夫に駆け落ち記念日を忘れられ、拗ねたこともある。
中村（なかむら）
榊・景山の大学の同期生で2人の旧友。勤務医（榊たちとは別の病院）だったが独立して開業医に。独立の最大の理由は家族。初登場以降、度々登場している。
佐藤 優美（さとう ゆうみ）
麻生看護師が前に勤めていた病院の先輩看護師。夫が救急搬送された時に麻生と再会した。実習時代から面倒をみていた麻生が患者とできちゃった結婚退職したことを怒っているようであったが実は心配していた。一度流産したことがあるが再度子供を授かった。

## 書誌情報
- ひらのあゆ『ラディカル・ホスピタル』芳文社〈まんがタイムコミックス〉、既刊41巻（2025年2月6日現在）
  1. 2000年11月2日発売[11]、ISBN 4-8322-6189-4
  2. 2001年9月3日発売[11]、ISBN 4-8322-6221-1
  3. 2002年5月1日発売[11]、ISBN 4-8322-6249-1
  4. 2003年4月3日発売[11]、ISBN 4-8322-6284-X
  5. 2003年11月4日発売[11]、ISBN 4-8322-6310-2
  6. 2004年4月2日発売[11]、ISBN 4-8322-6330-7
  7. 2004年8月3日発売[11]、ISBN 4-8322-6349-8
  8. 2005年1月7日発売[11]、ISBN 4-8322-6373-0
  9. 2005年8月3日発売[11]、ISBN 4-8322-6409-5
  10. 2006年1月6日発売[11]、ISBN 4-8322-6437-0
  11. 2006年8月7日発売[11]、ISBN 4-8322-6480-X
  12. 2007年1月9日発売[11]、ISBN 4-8322-6513-X
  13. 2007年8月7日発売[11]、ISBN 978-4-8322-6560-8
  14. 2008年1月8日発売[11]、ISBN 978-4-8322-6599-8
  15. 2008年8月7日発売[11]、 ISBN 978-4-8322-6660-5
  16. 2009年1月7日発売[11]、ISBN 978-4-8322-6703-9
  17. 2009年8月7日発売[1][11]、ISBN 978-4-8322-6763-3
  18. 2010年1月7日発売[11]、ISBN 978-4-8322-6808-1
  19. 2010年8月7日発売[11]、ISBN 978-4-8322-6873-9
  20. 2011年1月7日発売[12][11]、ISBN 978-4-8322-6923-1
  21. 2011年8月6日発売[11]、ISBN 978-4-8322-6990-3
  22. 2012年1月7日発売[11]、ISBN 978-4-8322-5036-9
  23. 2012年8月7日発売[11]、ISBN 978-4-8322-5101-4
  24. 2013年1月7日発売[11]、ISBN 978-4-8322-5146-5
  25. 2013年8月7日発売[11]、ISBN 978-4-8322-5212-7
  26. 2014年3月6日発売[11]、ISBN 978-4-8322-5270-7
  27. 2015年2月6日発売[3][11]、ISBN 978-4-8322-5357-5
  28. 2015年9月7日発売[11]、ISBN 978-4-8322-5415-2
  29. 2016年3月7日発売[13][11]、ISBN 978-4-8322-5462-6
  30. 2017年1月7日発売[11]、ISBN 978-4-8322-5551-7
  31. 2018年2月7日発売[11]、ISBN 978-4-8322-5662-0
  32. 2018年9月6日発売[11]、ISBN 978-4-8322-5712-2
  33. 2019年4月4日発売[14][11]、ISBN 978-4-8322-5748-1
  34. 2019年12月6日発売[11]、ISBN 978-4-8322-5773-3
  35. 2020年10月7日発売[11]、ISBN 978-4-8322-5773-3
  36. 2021年6月7日発売[11]、ISBN 978-4-8322-5831-0
  37. 2022年2月7日発売[11]、ISBN 978-4-8322-5856-3
  38. 2022年10月6日発売[11]、ISBN 978-4-8322-5881-5
  39. 2023年8月7日発売[11]、ISBN 978-4-8322-5909-6
  40. 2024年4月6日発売[11]、ISBN 978-4-8322-5935-5
  41. 2025年2月6日発売[11]、ISBN 978-4-8322-5966-9
- 『よりぬきキャラクターズファイル』2006年8月7日発売、ISBN 4-8322-6479-6
  - 本作の初心者向けにこれまでの連載の中からキャラクター別のベストエピソードが収録されている。

## ドラマCD
フロンティアワークスから発売
1. 2009年8月26日
2. 2014年1月29日